# Edmundo Ichillumpa
Edmundo Ichillumpa (ur. 13 marca 1957) – peruwiański zapaśnik. Olimpijczyk z Seulu 1988, gdzie odpadł w eliminacjach obu stylów wagowych w kategorii 68 kg.
Brązowy medal mistrzostw panamerykańskich w 1988. Mistrz Ameryki Płd. w 1983. Brązowy medalista igrzysk boliwaryjskich w 1989 roku.